# Rajd Dakar 2018

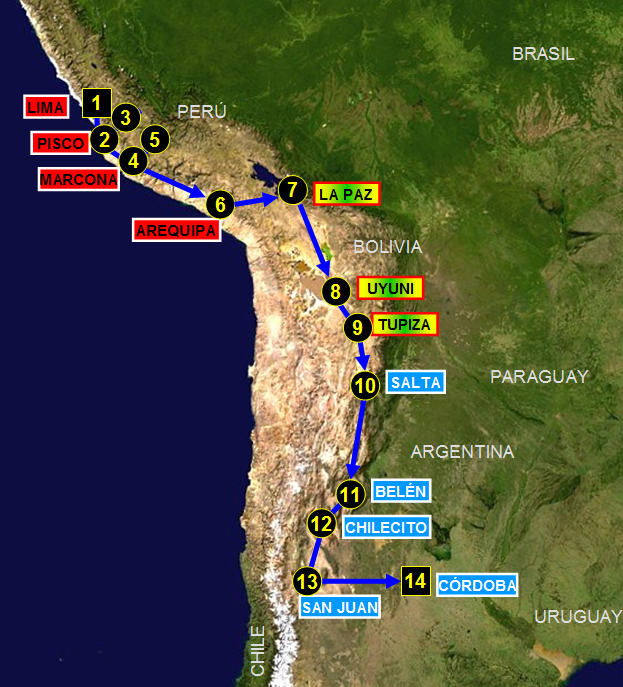
Plan Rajdu Dakar w roku 2018

Rajd Dakar 2018 – 40. edycja Rajdu Dakar, który odbywał się pomiędzy 6 a 20 stycznia 2018 roku i składał się z 14 etapów. Trasa przebiegała przez trzy państwa Ameryki Południowej - Peru, Boliwia i Argentyna. Do tegorocznej edycji rajdów zawodnicy zgłosili 344 pojazdy, z tego:
- 143 motocykle
- 50 quadów
- 92 samochody
- 14 pojazdów UTV
- 45 ciężarówek

Długość trasy w tym roku wynosi: 
- dla załóg samochodów - 8792 km, z czego 4339 km stanowią odcinki specjalne
- dla motocyklistów i quadowców - 4134 km odcinków specjalnych[1].

## Zwycięzcy odcinków specjalnych

### Motocykle
| 1  | 6 Sty  | Lima                   | Pisco                  | 272                    | 31                     | Sam Sunderland KTM 450              | Sam Sunderland KTM 450              |
| 2  | 7 Sty  | Pisco                  | Pisco                  | 278                    | 267                    | Joan Barreda Honda CRF 450 Rally    | Joan Barreda Honda CRF 450 Rally    |
| 3  | 8 Sty  | Pisco                  | San Juan de Marcona    | 502                    | 295                    | Sam Sunderland KTM 450              | Sam Sunderland KTM 450              |
| 4  | 9 Sty  | San Juan de Marcona    | San Juan de Marcona    | 444                    | 330                    | Adrien Van Beveren Yamaha WR 450F   | Adrien Van Beveren Yamaha WR 450F   |
| 5  | 10 Sty | San Juan de Marcona    | Arequipa               | 770                    | 264                    | Joan Barreda Honda CRF 450 Rally    | Adrien Van Beveren Yamaha WR 450F   |
| 6  | 11 Sty | Arequipa               | La Paz                 | 758                    | 313                    | Antoine Mèo KTM 450                 | Kevin Benavides Honda CRF 450 Rally |
|    | 12 Sty | La Paz - dzień przerwy | La Paz - dzień przerwy | La Paz - dzień przerwy | La Paz - dzień przerwy | La Paz - dzień przerwy              | Kevin Benavides Honda CRF 450 Rally |
| 7M | 13 Sty | La Paz                 | Uyuni                  | 726                    | 425                    | Joan Barreda Honda CRF 450 Rally    | Adrien Van Beveren Yamaha WR 450F   |
| 8  | 14 Sty | Uyuni                  | Tupiza                 | 584                    | 498                    | Antoine Mèo Honda CRF 450 Rally     | Adrien Van Beveren Yamaha WR 450F   |
| 9  | 15 Sty | Tupiza                 | Salta                  | 754                    | 242                    | Odcinek odwołany                    | Adrien Van Beveren Yamaha WR 450F   |
| 10 | 16 Sty | Salta                  | Belén                  | 795                    | 372                    | Matthias Walkner KTM 450            | Matthias Walkner KTM 450            |
| 11 | 17 Sty | Belén                  | Fiambalá/Chilecito     | 746                    | 280                    | Toby Price KTM 450                  | Matthias Walkner KTM 450            |
| 12 | 18 Sty | Fiambalá/Chilecito     | San Juan               | 722                    | 375                    | Odcinek odwołany                    | Matthias Walkner KTM 450            |
| 13 | 19 Sty | San Juan               | Córdoba                | 904                    | 423                    | Toby Price KTM 450                  | Matthias Walkner KTM 450            |
| 14 | 20 Sty | Córdoba                | Córdoba                | 284                    | 119                    | Kevin Benavides Honda CRF 450 Rally | Matthias Walkner KTM 450            |

### Quady
| 1  | 6 Sty  | Lima                   | Pisco                  | 272                    | 31                     | Ignacio Casale Yamaha Raptor 700      | Ignacio Casale Yamaha Raptor 700 |
| 2  | 7 Sty  | Pisco                  | Pisco                  | 278                    | 267                    | Ignacio Casale Yamaha Raptor 700      | Ignacio Casale Yamaha Raptor 700 |
| 3  | 8 Sty  | Pisco                  | San Juan de Marcona    | 502                    | 295                    | Ignacio Casale Yamaha Raptor 700      | Ignacio Casale Yamaha Raptor 700 |
| 4  | 9 Sty  | San Juan de Marcona    | San Juan de Marcona    | 444                    | 330                    | Siergiej Kariakin Yamaha Raptor 700   | Ignacio Casale Yamaha Raptor 700 |
| 5  | 10 Sty | San Juan de Marcona    | Arequipa               | 932                    | 267                    | Nicolás Cavigliasso Yamaha Raptor 700 | Ignacio Casale Yamaha Raptor 700 |
| 6  | 11 Sty | Arequipa               | La Paz                 | 758                    | 313                    | Jeremías González Yamaha Raptor 700   | Ignacio Casale Yamaha Raptor 700 |
|    | 12 Sty | La Paz - dzień przerwy | La Paz - dzień przerwy | La Paz - dzień przerwy | La Paz - dzień przerwy | La Paz - dzień przerwy                | Ignacio Casale Yamaha Raptor 700 |
| 7M | 13 Sty | La Paz                 | Uyuni                  | 726                    | 425                    | Axel Dutrie Yamaha Raptor 700         | Ignacio Casale Yamaha Raptor 700 |
| 8  | 14 Sty | Uyuni                  | Tupiza                 | 584                    | 498                    | Simon Vitse Yamaha Raptor 700         | Ignacio Casale Yamaha Raptor 700 |
| 9  | 15 Sty | Tupiza                 | Salta                  | 754                    | 242                    | Odcinek odwołany                      | Ignacio Casale Yamaha Raptor 700 |
| 10 | 16 Sty | Salta                  | Belén                  | 795                    | 372                    | Nicolás Cavigliasso Yamaha Raptor 700 | Ignacio Casale Yamaha Raptor 700 |
| 11 | 17 Sty | Belén                  | Fiambalá/Chilecito     | 746                    | 280                    | Nicolás Cavigliasso Yamaha Raptor 700 | Ignacio Casale Yamaha Raptor 700 |
| 12 | 18 Sty | Fiambalá/Chilecito     | San Juan               | 722                    | 375                    | Odcinek odwołany                      | Ignacio Casale Yamaha Raptor 700 |
| 13 | 19 Sty | San Juan               | Córdoba                | 904                    | 423                    | Jeremías González Yamaha Raptor 700   | Ignacio Casale Yamaha Raptor 700 |
| 14 | 20 Sty | Córdoba                | Córdoba                | 284                    | 119                    | Ignacio Casale Yamaha Raptor 700      | Ignacio Casale Yamaha Raptor 700 |

### Samochody
| 1  | 6 Sty  | Lima                   | Pisco                  | 272                    | 31                     | Nasser Al-Attiyah Toyota Hilux             | Nasser Al-Attiyah Toyota Hilux             |
| 2  | 7 Sty  | Pisco                  | Pisco                  | 278                    | 267                    | Cyril Despres Peugeot 3008 DKR             | Cyril Despres Peugeot 3008 DKR             |
| 3  | 8 Sty  | Pisco                  | San Juan de Marcona    | 502                    | 295                    | Nasser Al-Attiyah Toyota Hilux             | Stéphane Peterhansel Peugeot 3008 DKR Maxi |
| 4  | 9 Sty  | San Juan de Marcona    | San Juan de Marcona    | 444                    | 330                    | Sébastien Loeb Peugeot 3008 DKR Maxi       | Stéphane Peterhansel Peugeot 3008 DKR Maxi |
| 5  | 10 Sty | San Juan de Marcona    | Arequipa               | 932                    | 267                    | Stéphane Peterhansel Peugeot 3008 DKR Maxi | Stéphane Peterhansel Peugeot 3008 DKR Maxi |
| 6  | 11 Sty | Arequipa               | La Paz                 | 758                    | 313                    | Carlos Sainz Peugeot 3008 DKR Maxi         | Stéphane Peterhansel Peugeot 3008 DKR Maxi |
|    | 12 Sty | La Paz - dzień przerwy | La Paz - dzień przerwy | La Paz - dzień przerwy | La Paz - dzień przerwy | La Paz - dzień przerwy                     | Stéphane Peterhansel Peugeot 3008 DKR Maxi |
| 7M | 13 Sty | La Paz                 | Uyuni                  | 726                    | 425                    | Carlos Sainz Peugeot 3008 DKR Maxi         | Carlos Sainz Peugeot 3008 DKR Maxi         |
| 8  | 14 Sty | Uyuni                  | Tupiza                 | 584                    | 498                    | Stéphane Peterhansel Peugeot 3008 DKR Maxi | Carlos Sainz Peugeot 3008 DKR Maxi         |
| 9  | 15 Sty | Tupiza                 | Salta                  | 754                    | 242                    | Odcinek odwołany                           | Carlos Sainz Peugeot 3008 DKR Maxi         |
| 10 | 16 Sty | Salta                  | Belén                  | 795                    | 372                    | Stéphane Peterhansel Peugeot 3008 DKR Maxi | Carlos Sainz Peugeot 3008 DKR Maxi         |
| 11 | 17 Sty | Belén                  | Fiambalá/Chilecito     | 746                    | 280                    | Bernhard ten Brinke Toyota Hilux           | Carlos Sainz Peugeot 3008 DKR Maxi         |
| 12 | 18 Sty | Fiambalá/Chilecito     | San Juan               | 791                    | 522                    | Nasser Al-Attiyah Toyota Hilux             | Carlos Sainz Peugeot 3008 DKR Maxi         |
| 13 | 19 Sty | San Juan               | Córdoba                | 927                    | 368                    | Nasser Al-Attiyah Toyota Hilux             | Carlos Sainz Peugeot 3008 DKR Maxi         |
| 14 | 20 Sty | Córdoba                | Córdoba                | 284                    | 119                    | Giniel de Villiers Toyota Hilux            | Carlos Sainz Peugeot 3008 DKR Maxi         |

### Pojazdy UTV
| 1  | 6 Sty  | Lima                   | Pisco                  | 272                    | 31                     | Anibal Aliagas Polaris                     | Anibal Aliagas Polaris                     |
| 2  | 7 Sty  | Pisco                  | Pisco                  | 278                    | 267                    | Reinaldo Varela Can-Am Maverick X3 Turbo   | Juan Carlos Uribe Can-Am Maverick X3 Turbo |
| 3  | 8 Sty  | Pisco                  | San Juan de Marcona    | 502                    | 295                    | Juan Carlos Uribe Can-Am Maverick X3 Turbo | Juan Carlos Uribe Can-Am Maverick X3 Turbo |
| 4  | 9 Sty  | San Juan de Marcona    | San Juan de Marcona    | 444                    | 330                    | Patrice Garrouste Polaris RZR 1000 XP      | Patrice Garrouste Polaris RZR 1000 XP      |
| 5  | 10 Sty | San Juan de Marcona    | Arequipa               | 932                    | 267                    | Reinaldo Varela Can-Am Maverick X3 Turbo   | Reinaldo Varela Can-Am Maverick X3 Turbo   |
| 6  | 11 Sty | Arequipa               | La Paz                 | 758                    | 313                    | Patrice Garrouste Polaris RZR 1000 XP      | Reinaldo Varela Can-Am Maverick X3 Turbo   |
|    | 12 Sty | La Paz - dzień przerwy | La Paz - dzień przerwy | La Paz - dzień przerwy | La Paz - dzień przerwy | La Paz - dzień przerwy                     | Reinaldo Varela Can-Am Maverick X3 Turbo   |
| 7M | 13 Sty | La Paz                 | Uyuni                  | 726                    | 425                    | Reinaldo Varela Can-Am Maverick X3 Turbo   | Reinaldo Varela Can-Am Maverick X3 Turbo   |
| 8  | 14 Sty | Uyuni                  | Tupiza                 | 584                    | 498                    | Reinaldo Varela Can-Am Maverick X3 Turbo   | Reinaldo Varela Can-Am Maverick X3 Turbo   |
| 9  | 15 Sty | Tupiza                 | Salta                  | 754                    | 242                    | Odcinek odwołany                           | Reinaldo Varela Can-Am Maverick X3 Turbo   |
| 10 | 16 Sty | Salta                  | Belén                  | 795                    | 372                    | Patrice Garrouste Polaris RZR 1000 XP      | Reinaldo Varela Can-Am Maverick X3 Turbo   |
| 11 | 17 Sty | Belén                  | Fiambalá/Chilecito     | 746                    | 280                    | Patrice Garrouste Polaris RZR 1000 XP      | Reinaldo Varela Can-Am Maverick X3 Turbo   |
| 12 | 18 Sty | Fiambalá/Chilecito     | San Juan               | 791                    | 522                    | Reinaldo Varela Can-Am Maverick X3 Turbo   | Reinaldo Varela Can-Am Maverick X3 Turbo   |
| 13 | 19 Sty | San Juan               | Córdoba                | 927                    | 368                    | Patrice Garrouste Polaris RZR 1000 XP      | Reinaldo Varela Can-Am Maverick X3 Turbo   |
| 14 | 20 Sty | Córdoba                | Córdoba                | 284                    | 119                    | Leo Larrauri Can-Am Maverick X3 Turbo      | Reinaldo Varela Can-Am Maverick X3 Turbo   |

### Ciężarówki
| 1  | 6 Sty  | Lima                   | Pisco                  | 272                    | 31                     | Aleš Loprais Tatra                | Aleš Loprais Tatra                |
| 2  | 7 Sty  | Pisco                  | Pisco                  | 278                    | 267                    | Eduard Nikołajew Kamaz 4326       | Eduard Nikołajew Kamaz 4326       |
| 3  | 8 Sty  | Pisco                  | San Juan de Marcona    | 502                    | 295                    | Federico Villagra Iveco Powerstar | Eduard Nikołajew Kamaz 4326       |
| 4  | 9 Sty  | San Juan de Marcona    | San Juan de Marcona    | 444                    | 330                    | Eduard Nikołajew Kamaz 4326       | Eduard Nikołajew Kamaz 4326       |
| 5  | 10 Sty | San Juan de Marcona    | Arequipa               | 932                    | 267                    | Eduard Nikołajew Kamaz 4326       | Eduard Nikołajew Kamaz 4326       |
| 6  | 11 Sty | Arequipa               | La Paz                 | 758                    | 313                    | Federico Villagra Iveco Powerstar | Eduard Nikołajew Kamaz 4326       |
|    | 12 Sty | La Paz - dzień przerwy | La Paz - dzień przerwy | La Paz - dzień przerwy | La Paz - dzień przerwy | La Paz - dzień przerwy            | Eduard Nikołajew Kamaz 4326       |
| 7M | 13 Sty | La Paz                 | Uyuni                  | 669                    | 368                    | Ton van Genugten Iveco Powerstar  | Eduard Nikołajew Kamaz 4326       |
| 8  | 14 Sty | Uyuni                  | Tupiza                 | 558                    | 380                    | Dmitrij Sotnikow Kamaz 43509      | Eduard Nikołajew Kamaz 4326       |
| 9  | 15 Sty | Tupiza                 | Salta                  | 754                    | 242                    | Odcinek odwołany                  | Eduard Nikołajew Kamaz 4326       |
| 10 | 16 Sty | Salta                  | Belén                  | 795                    | 372                    | Ton van Genugten Iveco Powerstar  | Eduard Nikołajew Kamaz 4326       |
| 11 | 17 Sty | Belén                  | Fiambalá/Chilecito     | 746                    | 280                    | Siarhiej Wiazowicz MAZ 5309 RR    | Federico Villagra Iveco Powerstar |
| 12 | 18 Sty | Fiambalá/Chilecito     | San Juan               | 791                    | 522                    | Ton van Genugten Iveco Powerstar  | Eduard Nikołajew Kamaz 4326       |
| 13 | 19 Sty | San Juan               | Córdoba                | 927                    | 368                    | Eduard Nikołajew Kamaz 4326       | Eduard Nikołajew Kamaz 4326       |
| 14 | 20 Sty | Córdoba                | Córdoba                | 284                    | 119                    | Ton van Genugten Iveco Powerstar  | Eduard Nikołajew Kamaz 4326       |

## Wyniki końcowe rajdu

### Motocykle[15]
| Msc. | Kierowca         | Motocykl            | Czas/Strata |
| ---- | ---------------- | ------------------- | ----------- |
| 1    | Matthias Walkner | KTM 450             | 43:06.01    |
| 2    | Kevin Benavides  | Honda CRF 450 Rally | +16.53      |
| 3    | Toby Price       | KTM 450             | +23.01      |
| 4    | Antoine Mèo      | KTM 450             | +47.28      |
| 5    | Gerard Farrés    | KTM 450             | +1:01.04    |
| ...  | ...              | ...                 | ...         |
| 24   | Maciej Giemza    | KTM 450             | +7:01.10    |
| 55   | Paweł Stasiaczek | KTM 450             | +21:11.32   |
| 57   | Maciej Berdysz   | KTM 450             | +21:29.15   |

### Quady[67]
| Msc. | Kierowca            | Quad                | Czas/Strata |
| ---- | ------------------- | ------------------- | ----------- |
| 1    | Ignacio Casale      | Yamaha Raptor 700   | 53:47.07    |
| 2    | Nicolás Cavigliasso | Yamaha YFZ 450      | +1:38.52    |
| 3    | Jeremías González   | Yamaha Raptor 700   | +2:08.14    |
| 4    | Marcelo Medeiros    | Yamaha Raptor 700   | +4:30.00    |
| 5    | Alexis Hernández    | Yamaha Raptor 700   | +4:38.53    |
| ...  | ...                 | ...                 | ...         |
| 13   | Kamil Wiśniewski    | Can-Am Renegade 800 | +11:02.52   |

### Samochody[40]
| Msc. | Kierowca             | Pilot                 | Samochód                     | Czas/Strata |
| ---- | -------------------- | --------------------- | ---------------------------- | ----------- |
| 1    | Carlos Sainz         | Lucas Cruz            | Peugeot 3008 DKR Maxi        | 49:16.18    |
| 2    | Nasser al-Attiyah    | Mathieu Baumel        | Toyota Hilux                 | +43.40      |
| 3    | Giniel de Villiers   | Dirk von Zitzewitz    | Toyota Hilux                 | +1:16.41    |
| 4    | Stéphane Peterhansel | Jean-Paul Cottret     | Peugeot 3008 DKR Maxi        | +1:25.29    |
| 5    | Jakub Przygoński     | Tom Colsoul           | Mini John Cooper Works Rally | +2:45.24    |
| ...  | ...                  | ...                   | ...                          |             |
| 30   | Benediktas Vanagas   | Sebastian Rozwadowski | Toyota Hilux                 | +45:16.45   |

### Pojazdy UTV[68]
| Msc. | Kierowca          | Pilot               | Pojazdy UTV              | Czas/Strata |
| ---- | ----------------- | ------------------- | ------------------------ | ----------- |
| 1    | Reinaldo Varela   | Gustavo Gugelmin    | Can-Am Maverick X3 Turbo | 72:44.06    |
| 2    | Patrice Garrouste | Steven Griener      | Polaris RZR 1000 XP      | +57.37      |
| 3    | Claude Fournier   | Szymon Gospodarczyk | Polaris RZR 1000 XP      | +10:09.25   |
| 4    | José Luis Peña    | Rafael Tornabell    | Polaris RZR 1000 XP      | +10:13.20   |
| 5    | Camelia Liparoti  | Angelo Montico      | Yamaha YXZ 1000R         | +27:54.15   |

### Ciężarówki[66]
| Msc. | Kierowca           | Piloci                              | Samochód        | Czas/Strata |
| ---- | ------------------ | ----------------------------------- | --------------- | ----------- |
| 1    | Eduard Nikołajew   | Jewgienij Jakowlew Władimir Rybakow | Kamaz 4326      | 54:57.37    |
| 2    | Siarhiej Wiazowicz | Paweł Haranin Andrij Żyhulin        | MAZ 5309 RR     | +3:57.17    |
| 3    | Ajrat Mardiejew    | Dmitrij Swistunow Ajdar Bielajew    | Kamaz 4326      | +5:22.34    |
| 4    | Artur Ardawiczus   | Serge Bruykens Michel Huisman       | Iveco Powerstar | +6:38.22    |
| 5    | Martin Macík Jr    | František Tomášek Michal Mrkva      | LIAZ 111.154    | +7:58.45    |
| ...  | ...                | ...                                 | ...             |             |
| 17   | Dave Ingels        | Michał Wrzos Kurt Keysers           | MAN TGA         | +80:00.25   |